# Chiamami ancora amore (album)
Chiamami ancora amore è un album del 2011 del cantautore Roberto Vecchioni. Il singolo di lancio è l'eponimo Chiamami ancora amore, vincitore del Festival di Sanremo 2011.

## Descrizione
Il disco contiene tre collaborazioni con artisti femminili su canzoni appartenenti al repertorio di Vecchioni: una rivisitazione di Dentro gli occhi con Ornella Vanoni, l'interpretazione di Love Song (Despedida) con la pianista (e direttrice d'orchestra) Federica Fornabaio e la rielaborazione, insieme a Dolcenera, de Il nostro amore. Oltre a queste collaborazioni nell'opera sono presenti tre inediti: Chiamami ancora amore, vincitrice del Festival di Sanremo 2011, Mi porterò e La casa delle farfalle. Nel CD Vecchioni rende inoltre omaggio a Luigi Tenco (Lontano lontano) e a Fabrizio De André (Hotel Supramonte).

## Tracce
Edizione standard
1. Chiamami ancora amore – 4:13 (testo: Roberto Vecchioni – musica: Roberto Vecchioni, Claudio Guidetti) – inedito
2. Mi porterò – 4:05 (testo: Roberto Vecchioni – musica: Roberto Vecchioni, Claudio Guidetti) – inedito
3. La casa delle farfalle – 3:46 (testo: Roberto Vecchioni – musica: Roberto Vecchioni, Claudio Guidetti) – inedito
4. Canzoni e cicogne – 4:38 (Roberto Vecchioni) – da Canzoni e cicogne (2000)
5. Dentro gli occhi (feat. Ornella Vanoni) – 5:39 (Roberto Vecchioni) – da Il grande sogno (1984)
6. Piccolo amore – 5:35 (Roberto Vecchioni) – da Bei tempi (1985)
7. Mi manchi – 3:49 (Roberto Vecchioni) – da Robinson, come salvarsi la vita (1979)
8. L'amore mio – 3:51 (Roberto Vecchioni) – da Il cielo capovolto (1995)
9. Love Song (Despedida) – 3:22 (testo: Roberto Vecchioni – musica: Mauro Paoluzzi) – con Federica Fornabaio al pianoforte, da El bandolero stanco (1997)
10. Lontano lontano – 2:48 (Luigi Tenco) – di Luigi Tenco (1966)
11. Il nostro amore (feat. Dolcenera) – 4:27 (testo: Roberto Vecchioni – musica: Pëtr Il'ič Čajkovskij, Beppe D'Onghia) – rielaborazione da In Cantus (2009)
12. Hotel Supramonte – 4:41 (Fabrizio De Andrè, Massimo Bubola) – di Fabrizio De André, da Fabrizio De André (album 1981) - già eseguita live da Vecchioni in Faber, amico fragile (2003)

Durata totale: 50:54
Traccia bonus disponibile solo su iTunes
1. Il bene di luglio – 2:26 (Roberto Vecchioni, Andrea Lo Vecchio) – già incisa separatamente da Andrea Lo Vecchio e da Bruno Lauzi nel 1968[4]

## Classifiche
| Classifica (2011) | Posizione massima |
| ----------------- | ----------------- |
| Italia            | 4                 |
| Svizzera          | 70                |

### Classifiche di fine anno
| Classifica (2011) | Posizione |
| ----------------- | --------- |
| Italia            | 41        |

### Andamento nella classifica italiana
| Posizione | 10 | 4  | 7  | 13 | 13 | 16 | 25 | 24 | 32 | 31 | 44 | 26 | 43 | 49 | 46 | 61 | 64 | 61 | 76 | 63 |
| Settimana | 21 | 22 | 23 | 24 | 25 | 26 | 27 | 28 | 29 | 30 | 31 | 32 | 33 | 34 | 35 | 36 | 37 | 38 | 39 | 40 |
| Posizione | 98 | 97 | 75 | 66 | 69 | 79 | 85 | 68 |    |    |    |    |    |    |    |    |    |    |    |    |

## Formazione
- Roberto Vecchioni – voce
- Paolo Costa – basso
- Lele Melotti – batteria
- Luca Scarpa – tastiera, pianoforte, Fender Rhodes
- Claudio Guidetti – chitarra acustica, tastiera, chitarra elettrica
- Fabio Moretti – chitarra spagnola
- Roberto Gualdi – batteria
- Massimo Germini – chitarra acustica, chitarra classica
- Federica Fornabaio – pianoforte
- Lucio Fabbri – chitarra elettrica, basso, tastiera, violino, viola, chitarra acustica, pianoforte, organo Hammond, mandolino, percussioni
- Gilberto Martellieri – pianoforte
- Stefano Cisotto – pianoforte
- Lucio Bardi – chitarra
- Beppe D'Onghia – pianoforte
- Daniele Roccato – contrabbasso
- Anton Berovski – violino
- Alessandro Bonetti – violino
- Giuseppe Donnici – viola
- Stefano Cabrera – violoncello
- Vincenzo Taroni – violoncello